# Athyrium repens
Athyrium repens är en majbräkenväxtart som först beskrevs av Ren-Chang Ching, och fick sitt nu gällande namn av Fraser-jenk. Athyrium repens ingår i släktet Athyrium och familjen Athyriaceae. Inga underarter finns listade.